# Kch4型蒸汽机车
Kch4型蒸汽机车是苏联铁路的一款窄轨蒸汽机车，该款蒸汽机车由当时的捷克斯洛伐克斯柯达公司制造。
中国在苏联铁路Kch4型和Kp4型蒸汽机车的基础上，研制出C2型蒸汽機車。